# Guillac, Gironde

Guillac este o comună în departamentul Gironde din sud-vestul Franței. În 2009 avea o populație de 186 de locuitori.

## Evoluția populației
| An        | 1975 | 1982 | 1990 | 1999 | 2006 | 2009 |
| --------- | ---- | ---- | ---- | ---- | ---- | ---- |
| Populație | 167  | 154  | 150  | 157  | 179  | 186  |